# Filmografia lui Charlton Heston
Aceasta este filmografia actorului Charlton Heston.

## Filmografie

### 1941 – 1959

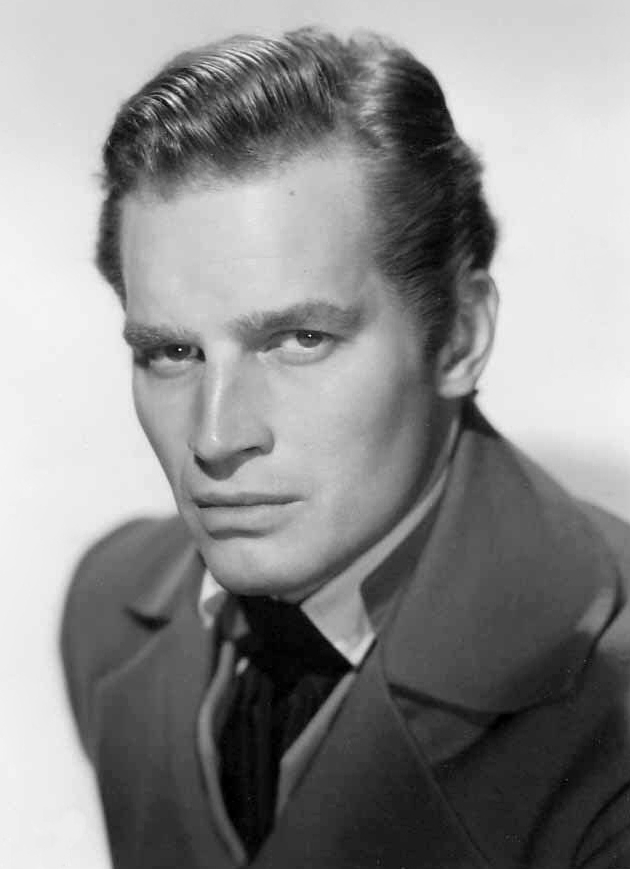
Charlton Heston în 1953

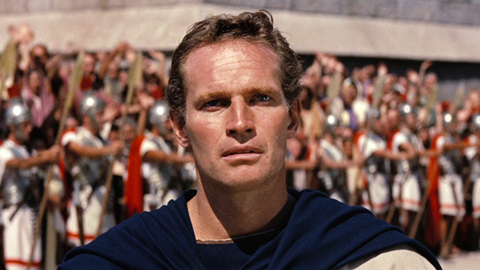
Heston ca Ben-Hur

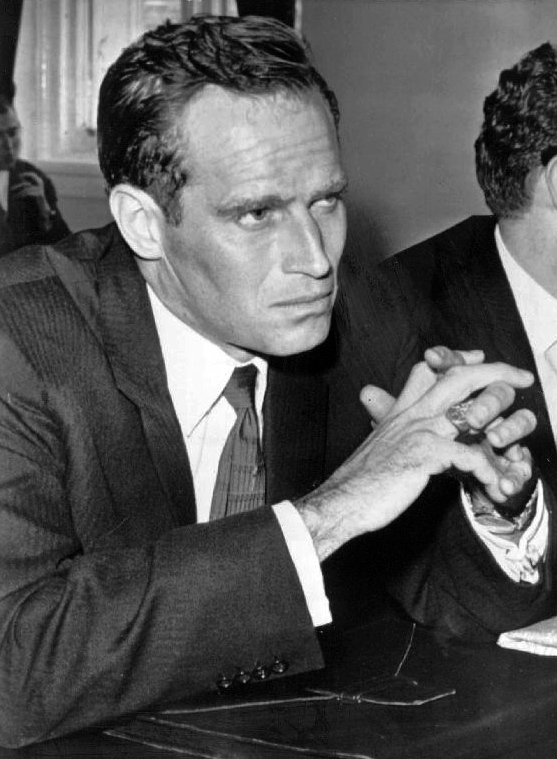
Charlton Heston în 1961

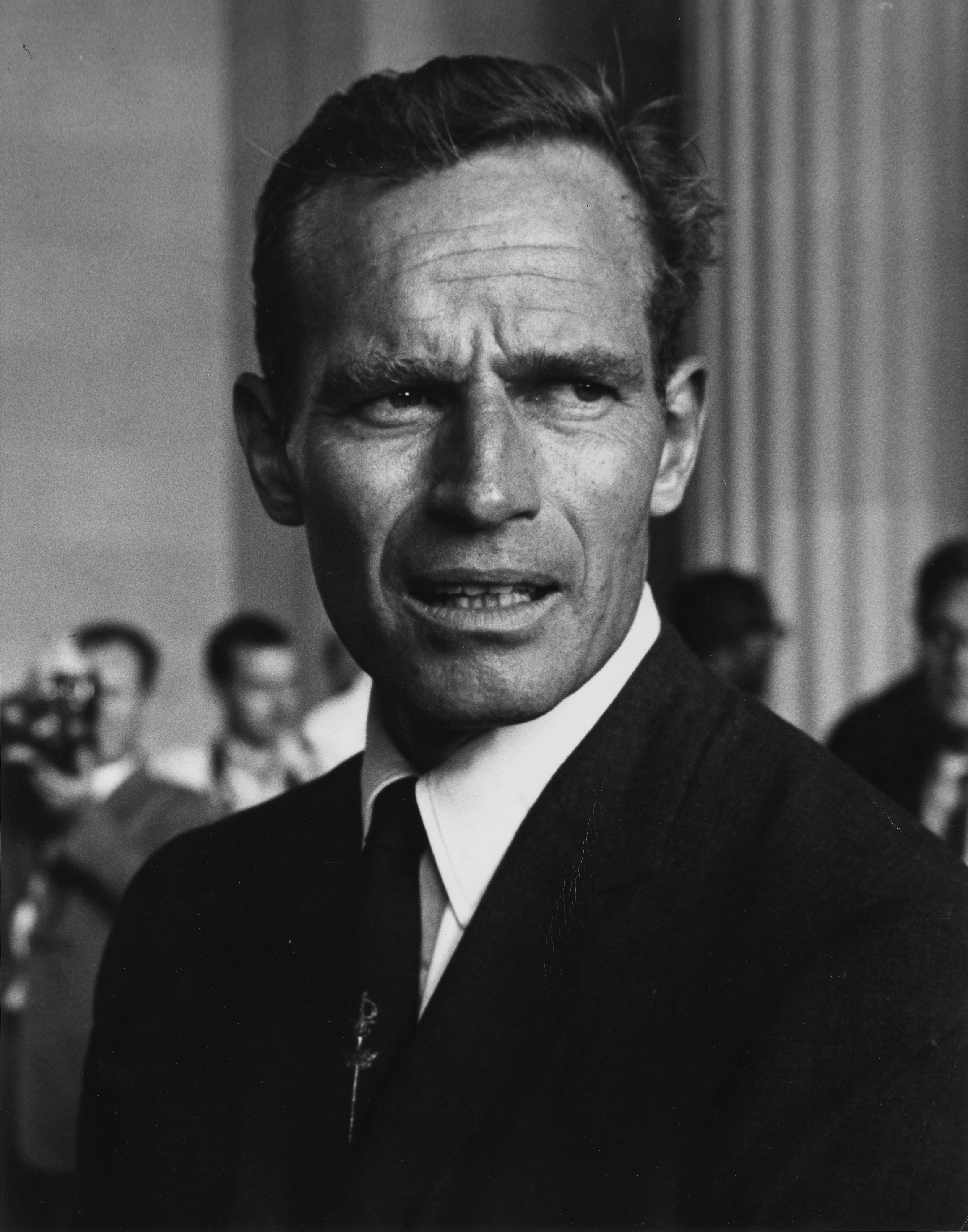
Charlton Heston în 1963

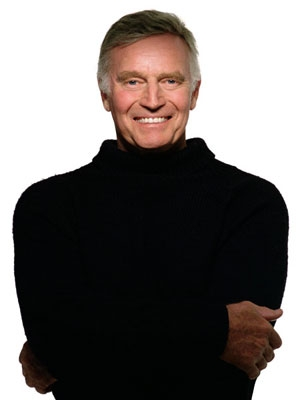
Charlton Heston în 2001

| An   | Film                                  | Rol                                   | Regizor                | Alți actori |
| ---- | ------------------------------------- | ------------------------------------- | ---------------------- | --- |
| 1941 | Peer Gynt                             | Peer Gynt                             | David Bradley          | Betty Hanisee, Lucielle Powell                                                                                                 |
| 1950 | Julius Caesar                         | Marc Antony                           | David Bradley          | Harold Tasker, David Bradley                                                                                                   |
| 1950 | Dark City                             | Danny Haley / Richard Branton         | William Dieterle       | Lizabeth Scott, Viveca Lindfors, Dean Jagger                                                                                   |
| 1952 | The Greatest Show on Earth            | Brad Braden                           | Cecil B. DeMille       | Betty Hutton, Cornel Wilde, Dorothy Lamour, James Stewart                                                                      |
| 1952 | Ruby Gentry                           | Boake Tackman                         | King Vidor             | Jennifer Jones, Karl Malden |
| 1952 | The Savage                            | James "Jim" Aherne Jr. aka War Bonnet | George Marshall        | Susan Morrow |
| 1953 | The President's Lady                  | President Andrew Jackson              | Henry Levin            | Susan Hayward, John McIntire                                                                                                   |
| 1953 | Pony Express                          | "Buffalo Bill" Cody                   | Charles Marquis Warren | Rhonda Fleming, Jan Sterling, Forrest Tucker                                                                                   |
| 1953 | Arrowhead                             | Ed Bannon                             | Charles Marquis Warren | Jack Palance, Katy Jurado, Brian Keith                                                                                         |
| 1953 | Bad for Each Other                    | Dr. Tom Owen                          | Irving Rapper          | Lizabeth Scott |
| 1954 | The Naked Jungle                      | Christopher Leiningen                 | Byron Haskin           | Eleanor Parker, William Conrad                                                                                                 |
| 1954 | Secret of the Incas                   | Harry Steele                          | Jerry Hopper           | Robert Young, Nicole Murray |
| 1955 | The Far Horizons                      | William Clark                         | Rudolph Maté           | Fred MacMurray, Donna Reed |
| 1955 | The Private War of Major Benson       | Maj. Bernard R. "Barney" Benson       | Jerry Hopper           | Julie Adams, William Demarest                                                                                                  |
| 1955 | Lucy Gallant                          | Casey Cole                            | Robert Parrish         | Jane Wyman |
| 1956 | The Ten Commandments                  | Moses                                 | Cecil B. DeMille       | Yul Brynner, Anne Baxter, Edward G. Robinson, Nina Foch, Debra Paget, John Derek, Yvonne De Carlo, Vincent Price, Martha Scott |
| 1957 | Three Violent People                  | Capt. Colt Saunders                   | Rudolph Maté           | Anne Baxter, Tom Tryon, Gilbert Roland                                                                                         |
| 1958 | Screen Snapshots: Salute to Hollywood | Rolul său                             | Ralph Staub            | John Wayne, Zsa Zsa Gabor |
| 1958 | Touch of Evil                         | Ramon Miguel "Mike" Vargas            | Orson Welles           | Janet Leigh, Orson Welles, Dennis Weaver, Zsa Zsa Gabor, Marlene Dietrich                                                      |
| 1958 | The Big Country                       | Steve Leech                           | William Wyler          | Gregory Peck, Jean Simmons, Carroll Baker, Burl Ives, Charles Bickford, Chuck Connors                                          |
| 1958 | The Buccaneer                         | Gen. Andrew Jackson                   | Anthony Quinn          | Yul Brynner, Claire Bloom, Inger Stevens, Charles Boyer, Henry Hull, Lorne Greene                                              |
| 1959 | Ben-Hur                               | Judah Ben-Hur                         | William Wyler          | Jack Hawkins, Haya Harareet, Stephen Boyd, Martha Scott, Cathy O'Donnell, Sam Jaffe, Hugh Griffith, Finlay Currie              |
| 1959 | The Wreck of the Mary Deare           | John Sands                            | Michael Anderson       | Gary Cooper, Virginia McKenna, Michael Redgrave, Richard Harris                                                                |

### 1961 – 1970
| An   | Film                                           | Rol                                                  | Regizor               | Alți actori |
| ---- | ---------------------------------------------- | ---------------------------------------------------- | --------------------- | --- |
| 1961 | El Cid                                         | El Cid (Rodrigo Díaz de Vivar)                       | Anthony Mann          | Sophia Loren, Raf Vallone, Geneviève Page, John Fraser, Gary Raymond, Hurd Hatfield, Herbert Lom                                                                             |
| 1962 | The Pigeon That Took Rome                      | Captain Paul MacDougall / Benny the Snatch / Narator | Melville Shavelson    | Elsa Martinelli |
| 1963 | Diamond Head                                   | Richard "King" Howland                               | Guy Green             | Yvette Mimieux, George Chakiris, James Darren |
| 1963 | 55 Days at Peking                              | Maj. Matt Lewis                                      | Nicholas Ray          | David Niven, Ava Gardner |
| 1963 | The Five Cities of June                        | Narator                                              | Bruce Herschensohn    | |
| 1965 | The Greatest Story Ever Told                   | John the Baptist                                     | George Stevens        | Max von Sydow, Telly Savalas |
| 1965 | The Agony and the Ecstasy                      | Michelangelo                                         | Carol Reed            | Rex Harrison, Diane Cilento |
| 1965 | Major Dundee                                   | Major Amos Charles Dundee                            | Sam Peckinpah         | Richard Harris, Jim Hutton, James Coburn |
| 1965 | The War Lord                                   | Chrysagon                                            | Franklin J. Schaffner | Richard Boone, Rosemary Forsythe |
| 1966 | Khartoum                                       | Gen. Charles "Chinese" Gordon                        | Basil Dearden         | Laurence Olivier, Ralph Richardson |
| 1967 | All About People                               | Narator                                              | Saul Rubin            | |
| 1967 | While I Run This Race                          | Narator                                              | Edmund Levy           | |
| 1968 | Counterpoint                                   | Lionel Evans                                         | Ralph Nelson          | Maximillian Schell, Kathryn Hays |
| 1968 | Will Penny                                     | Will Penny                                           | Tom Gries             | Joan Hackett, Donald Pleasence |
| 1968 | Planet of the Apes                             | George Taylor                                        | Franklin J. Schaffner | Roddy McDowell, Kim Hunter, Maurice Evans, Linda Harrison |
| 1969 | Number One                                     | Ron "Cat" Catlan                                     | Tom Gries             | Jessica Walter, Bruce Dern |
| 1970 | Beneath the Planet of the Apes                 | George Taylor                                        | Ted Post              | James Franciscus, Kim Hunter, Maurice Evans, Linda Harrison |
| 1970 | The Hawaiians                                  | Whipple "Whip" Hoxworth                              | Tom Gries             | Tina Chen, Geraldine Chaplin, John Phillip Law |
| 1970 | Julius Caesar                                  | Marc Antony                                          | Stuart Burge          | Jason Robards, John Gielgud, Robert Vaughn, Richard Chamberlain, Diana Rigg, Christopher Lee                                                                                 |
| 1970 | King: A Filmed Record... Montgomery to Memphis | Rolul său                                            | Ely Landau            | Harry Belafonte, Ruby Dee, Ben Gazzara, Charlton Heston, James Earl Jones, Burt Lancaster, Paul Newman, Anthony Quinn, Marlon Brando, Clarence Williams III, Joanne Woodward |

### 1971 – 1980
| An   | Film                              | Rol                       | Regizor            | Alți actori |
| ---- | --------------------------------- | ------------------------- | ------------------ | --- |
| 1971 | The Omega Man                     | Robert Neville            | Boris Segal        | Anthony Zerbe, Rosalind Cash |
| 1972 | Antony and Cleopatra              | Marc Antony               | Charlton Heston    | Hildegarde Neil, Eric Porter |
| 1972 | The Special London Bridge Special | Tennis player             | David Winters      | Tom Jones, Kirk Douglas, Jennifer O'Neill |
| 1972 | Skyjacked                         | Capt. Henry "Hank" O'Hara | John Guillerman    | Yvette Mimieux, James Brolin |
| 1972 | The Call of the Wild              | John Thornton             | Ken Annakin        | Michele Mercier |
| 1973 | Soylent Green                     | Detective Robert Thorn    | Richard Fleischer  | Edward G. Robinson, Leigh Taylor-Young, Chuck Connors, Joseph Cotten |
| 1973 | The Three Musketeers              | Cardinal Richelieu        | Richard Lester     | Michael York, Raquel Welch, Richard Chamberlain, Oliver Reed, Faye Dunaway, Christopher Lee, Geraldine Chaplin                                                                                                |
| 1974 | Airport 1975                      | Alan Murdock              | Jack Smight        | Karen Black, George Kennedy, Gloria Swanson, Efrem Zimbalist Jr., Susan Clark, Helen Reddy, Linda Blair, Dana Andrews, Roy Thinnes, Sid Caesar, Myrna Loy, Ed Nelson, Nancy Olson, Larry Storch, Martha Scott |
| 1974 | The Four Musketeers               | Cardinal Richelieu        | Richard Lester     | Michael York, Raquel Welch, Richard Chamberlain, Oliver Reed, Faye Dunaway, Christopher Lee, Geraldine Chaplin                                                                                                |
| 1974 | Earthquake                        | Stewart Graff             | Mark Robson        | Ava Gardner, George Kennedy, Lorne Greene, Geneviève Bujold, Richard Roundtree, Marjoe Gortner, Barry Sullivan, Lloyd Nolan, Victoria Principal, Monica Lewis, Walter Matthau                                 |
| 1975 | The Fun of Your Life              | Narator                   | John J. Hennessy   | |
| 1976 | Bătălia de la Midway              | Capt. Matthew Garth       | Jack Smight        | Henry Fonda, Toshirō Mifune, Robert Mitchum |
| 1976 | Two-Minute Warning                | Capt. Peter Holly         | Larry Peerce       | John Cassavetes, Martin Balsam, Beau Bridges, Jack Klugman, Gena Rowlands, David Janssen, Marilyn Hassett, Walter Pidgeon, Mitchell Ryan, Pamela Bellwood, David Groh, Brock Peters                           |
| 1976 | The Last Hard Men                 | Sam Burgade               | Andrew V. McLaglen | James Coburn, Barbara Hershey, Jorge Rivero, Michael Parks |
| 1977 | Crossed Swords                    | Henry VIII                | Richard Fleischer  | Oliver Reed, Raquel Welch, Mark Lester, Ernest Borgnine, George C. Scott, Rex Harrison |
| 1978 | Gray Lady Down                    | Capt. Paul Blanchard      | David Green        | David Carradine, Stacy Keach, Ned Beatty, Christopher Reeve |
| 1980 | The Mountain Men                  | Bill Tyler                | Richard Lang       | Brian Keith |
| 1980 | The Awakening                     | Matthew Corbeck           | Mike Newell        | Susannah York, Stephanie Zimbalist |

### 1982 – 2003
| An   | Film                                  | Rol                        | Regizor                                         | Alți actori |
| ---- | ------------------------------------- | -------------------------- | ----------------------------------------------- | --- |
| 1982 | Mother Lode                           | Silas McGee / Ian McGee    | Charlton Heston                                 | Kim Basinger, Nick Mancuso                                                                                                |
| 1985 | The Fantasy Film Worlds of George Pal | Rolul său                  | Arnold Leibovit                                 | George Pal |
| 1989 | Call From Space                       | Alien (voice only)         | Richard Fleischer                               | James Coburn |
| 1990 | Solar Crisis                          | Adm. "Skeet" Kelso         | Richard C. Sarafian                             | Tim Matheson, Peter Boyle, Jack Palance                                                                                   |
| 1990 | Almost an Angel                       | God                        | John Cornell                                    | Paul Hogan, Linda Kozlowski                                                                                               |
| 1992 | Genghis Khan (unfinished)             | Togrul                     | Ken Annakin, Peter Duffield, Antonio Margheriti | Richard E. Grant, Richard Tyson                                                                                           |
| 1993 | Wayne's World 2                       | Good Actor                 | Stephen Surjik                                  | Mike Myers, Dana Carvey, Tia Carrere, Christopher Walken, Kim Basinger                                                    |
| 1993 | Tombstone                             | Henry Hooker               | George P. Cosmatos                              | Kurt Russell, Val Kilmer, Sam Elliott, Bill Paxton, Powers Boothe, Michael Biehn, Billy Bob Thornton                      |
| 1994 | True Lies                             | Spencer Trilby             | James Cameron                                   | Arnold Schwarzenegger, Jamie Lee Curtis, Bill Paxton, Tom Arnold, Tia Carrere                                             |
| 1995 | America: A Call to Greatness          | Narrator/Gazdă             | Warren Chaney                                   | Peter Graves, Mickey Rooney, Deborah Winters, Rita Moreno, Gene Autry, Dorian Harewood, Cassidy Rae, Jane Russell         |
| 1995 | In the Mouth of Madness               | Jackson Harglow            | John Carpenter                                  | Sam Neill, Julie Carmen, Jürgen Prochnow                                                                                  |
| 1996 | The Dark Mist                         | Narator                    | Ryan Carroll                                    | Teri Austin |
| 1996 | Alaska                                | Colin Perry, the Poacher   | Fraser Clarke Heston                            | Thora Birch, Vincent Kartheiser                                                                                           |
| 1996 | Hamlet                                | Player King                | Kenneth Branagh                                 | Kenneth Branagh, Julie Christie, Billy Crystal, Gérard Depardieu, Derek Jacobi, Jack Lemmon, Robin Williams, Kate Winslet |
| 1997 | Hercules                              | Narator                    | Ron Clements, John Musker                       | Tate Donovan, James Woods, Rip Torn, Danny DeVito                                                                         |
| 1998 | Armageddon                            | Narator                    | Michael Bay                                     | Bruce Willis, Billy Bob Thornton, Ben Affleck, Liv Tyler, Michael Clarke Duncan                                           |
| 1999 | Gideon                                | Addison Sinclair           | Claudia Hoover                                  | Christopher Lambert, Carroll O'Connor, Shirley Jones                                                                      |
| 1999 | Any Given Sunday                      | Commissioner               | Oliver Stone                                    | Al Pacino, Cameron Diaz, Dennis Quaid, James Woods, Jamie Foxx                                                            |
| 2001 | Town & Country                        | Eugenie's Father           | Peter Chelsom                                   | Warren Beatty, Diane Keaton, Andie MacDowell, Goldie Hawn, Garry Shandling                                                |
| 2001 | Cats & Dogs                           | The Mastiff                | Lawrence Guterman                               | Jeff Goldblum, Elizabeth Perkins                                                                                          |
| 2001 | Planet of the Apes                    | Zaius, Thade's Father      | Tim Burton                                      | Mark Wahlberg, Tim Roth, Helena Bonham Carter, Paul Giamatti, Michael Clarke Duncan                                       |
| 2001 | The Order                             | Prof. Walter Finley        | Sheldon Lettich                                 | Jean-Claude Van Damme |
| 2002 | Bowling for Columbine                 | Rolul său (Interviewee)    | Michael Moore                                   | Michael Moore |
| 2003 | My Father, Rua Alguem 5555            | The father (Josef Mengele) | Egidio Eronico                                  | Thomas Kretschmann, F. Murray Abraham                                                                                     |

## Televiziune

### 1949–1960
| Data               | Titlu                           | Episod                                  | Rol                      |
| ------------------ | ------------------------------- | --------------------------------------- | ------------------------ |
| martie 15, 1949    | Suspense                        | "Suspicion"                             | ?                        |
| 15 iunie 1949      | Studio One                      | "Smoke"                                 | ?                        |
| 26 septembrie 1949 | Studio One                      | "The Outward Room"                      | ?                        |
| octombrie 24, 1949 | Studio One                      | "Battleship Bismark"                    | Gunnery Officer          |
| 8 noiembrie 1949   | Suspense                        | "Suspicion"                             | ?                        |
| 21 noiembrie 1949  | Studio One                      | "Of Human Bondage"                      | Philip Carey             |
| decembrie 12, 1949 | Studio One                      | "Jane Eyre"                             | Edward Rochester         |
| februarie 27, 1950 | Studio One                      | "The Willow Cabin"                      | Michael Knowle           |
| martie 22, 1950    | The Clock                       | "The Hypnotist"                         | ?                        |
| 5 iunie 1950       | Studio One                      | "The Taming of the Shrew"               | Petruchio                |
| 25 iunie 1950      | The Philco Television Playhouse | "Hear My Heart Speak"                   | ?                        |
| octombrie 30, 1950 | Studio One                      | "Wuthering Heights"                     | Heathcliff               |
| decembrie 4, 1950  | Studio One                      | "Letter from Cairo"                     | ?                        |
| octombrie 2, 1951  | Suspense                        | "Santa Fe Flight"                       | ?                        |
| octombrie 8, 1951  | Lux Video Theatre               | "Route 19"                              | ?                        |
| octombrie 13, 1951 | Your Show of Shows              | "Episodul: octombrie 13, 1951"          | Rolul său                |
| octombrie 22, 1951 | Studio One                      | "Macbeth"                               | Macbeth                  |
| 12 noiembrie 1951  | Studio One                      | "A Bolt of Lightning"                   | James Otis               |
| 23 noiembrie 1951  | Schlitz Playhouse of Stars      | "One Is a Lonesome Number"              | ?                        |
| decembrie 22, 1951 | Your Show of Shows              | "Episodul dated 22 decembrie 1951"      | Rolul său                |
| 14 ianuarie 1952   | Robert Montgomery Presents      | "Cashel Byron's Profession"             | ?                        |
| martie 10, 1952    | Studio One                      | "The Wings of the Dove"                 | ?                        |
| 22 august 1952     | Curtain Call                    | "The Liar"                              | ?                        |
| decembrie 29, 1952 | Robert Montgomery Presents      | "The Closed Door"                       | Peter Handley            |
| 25 ianuarie 1953   | The Philco Television Playhouse | "Elegy"                                 | ?                        |
| decembrie 12, 1953 | Medallion Theatre               | "A Day in Town"                         | ?                        |
| 16 ianuarie 1954   | Your Show of Shows              | "Episodul: 16 ianuarie 1954"            | Rolul său                |
| februarie 2, 1954  | Danger                          | "Freedom to Get Lost"                   | ?                        |
| martie 3, 1955     | The George Gobel Show           | "Episodul: martie 3, 1955"              | Himself/Sketch Performer |
| 12 iunie 1955      | The Colgate Comedy Hour         | "Episodul #5.30"                        | Rolul său – Gazdă        |
| 26 iunie 1955      | The Colgate Comedy Hour         | "Episodul #5.31"                        | Rolul său – Gazdă        |
| 7 august 1955      | The Colgate Comedy Hour         | "Episodul #5.36"                        | Rolul său                |
| 28 august 1955     | The Colgate Comedy Hour         | "Episodul #5.38"                        | Rolul său – Gazdă        |
| 4 septembrie 1955  | The Colgate Comedy Hour         | "Episodul #5.39"                        | Rolul său – Gazdă        |
| 26 septembrie 1955 | Robert Montgomery Presents      | "Along Came Jones"                      | ?                        |
| octombrie 9, 1955  | Omnibus                         | "The Birth of Modern Times"             | Actor                    |
| octombrie 14, 1955 | Person to Person                | "Episodul #3.7"                         | Rolul său – Gazdă        |
| decembrie 11, 1955 | General Electric Theater        | "The Seeds of Hate"                     | Tim                      |
| decembrie 29, 1955 | Climax!                         | "Bailout at 43,000 Feet"                | Lieutenant Paul Peterson |
| octombrie 4, 1956  | Playhouse 90                    | "Forbidden Area"                        | Major Jesse Price        |
| octombrie 28, 1956 | What's My Line?                 | "Episodul #8.6"                         | Mystery Gazdă            |
| decembrie 2, 1956  | The Steve Allen Show            | "Episodul #2.11"                        | Rolul său                |
| 17 mai 1957        | Schlitz Playhouse of Stars      | "Switch Station"                        | ?                        |
| 27 iunie 1957      | Climax!                         | "The Trial of Captain Wirtz"            | Chipman                  |
| 17 noiembrie 1957  | The Ed Sullivan Show            | "Episodul #11.8"                        | Rolul său                |
| decembrie 11, 1957 | This Is Your Life               | "Dennis Weaver"                         | Rolul său                |
| 12 ianuarie 1958   | Shirley Temple's Storybook      | "Beauty and the Beast"                  | The Beast                |
| februarie 20, 1958 | Playhouse 90                    | "Point of No Return"                    | Charles Gray             |
| 25 ianuarie 1959   | The Ed Sullivan Show            | "Episodul #12.20"                       | Rolul său                |
| martie 15, 1959    | The Steve Allen Show            | "Episodul #4.26"                        | Rolul său – Gazdă        |
| 26 iulie 1959      | The Ed Sullivan Show            | "Episodul #12.45"                       | Rolul său                |
| decembrie 27, 1959 | The Ed Sullivan Show            | "Episodul #13.15"                       | Rolul său                |
| 11 aprilie 1960    | The Steve Allen Show            | "Episodul #5.25"                        | Rolul său – Gazdă        |
| 1 mai 1960         | The Ed Sullivan Show            | "Episodul #13.31"                       | Actor – Dramatic Reading |
| 5 mai 1960         | The Revlon Revue                | "Tiptoe Through TV"                     | Rolul său                |
| 6 noiembrie 1960   | The Ed Sullivan Show            | "See America with Ed Sullivan: Chicago" | Actor – Dramatic Reading |

### 1961–1980
| Data               | Titlu                                   | Episod                                  | Rol                         |
| ------------------ | --------------------------------------- | --------------------------------------- | --------------------------- |
| octombrie 17, 1961 | Alcoa Premiere                          | "The Fugitive Eye"                      | Paul Malone                 |
| 15 noiembrie 1963  | Hallmark Hall of Fame                   | "The Patriots"                          | Thomas Jefferson            |
| 8 iunie 1966       | A Whole Scene Going                     | "Episodul #1.23"                        | Actor                       |
| 1966               | What Is a Boy                           |                                         |                             |
| 31 ianuarie 1968   | Hallmark Hall of Fame                   | "Elizabeth the Queen"                   | Robert Devereux             |
| martie 31, 1968    | The Ed Sullivan Show                    | "Episodul #21.30"                       | Rolul său – Dramatic Reader |
| 9 iunie 1968       | The Ed Sullivan Show                    | "Episodul #21.39"                       | Dramatic Reader             |
| 4 iunie 1970       | The Merv Griffin Show                   | "Episodul: 4 iunie 1970"                | Rolul său                   |
| octombrie 1, 1970  | The Tonight Show Starring Johnny Carson | "Episodul: octombrie 1, 1970"           | Rolul său                   |
| 18 august 1971     | The Tonight Show Starring Johnny Carson | "Episodul: 18 august 1971"              | Rolul său                   |
| 21 august 1971     | The Irv Kupcinet Show                   | "Episodul: 21 august 1971"              | Rolul său                   |
| 26 noiembrie 1971  | V.I.P.-Schaukel                         | "Episodul #1.3"                         | Rolul său                   |
| decembrie 12, 1971 | Parkinson                               | "Episodul #1.21"                        | Rolul său                   |
| februarie 26, 1972 | Film Night                              | "Episodul: februarie 26, 1972"          | Rolul său                   |
| 11 mai 1972        | The Tonight Show Starring Johnny Carson | "Episodul: 11 mai 1972"                 | Rolul său                   |
| decembrie 12, 1972 | The Tonight Show Starring Johnny Carson | "Episodul: decembrie 12, 1972"          | Rolul său                   |
| martie 28, 1973    | The Tonight Show Starring Johnny Carson | "Episodul: martie 28, 1973"             | Rolul său                   |
| 23 august 1973     | The Tonight Show Starring Johnny Carson | "Episodul: 23 august 1973"              | Rolul său                   |
| octombrie 18, 1973 | Jack Paar Tonite                        | "Episodul: octombrie 18, 1973"          | Rolul său                   |
| octombrie 23, 1973 | Dinah's Place                           | "Episodul: octombrie 23, 1973"          | Rolul său                   |
| 29 mai 1974        | ABC's Wide World of Entertainment       | "That's Entertainment! 50 Years of MGM" | Rolul său                   |
| octombrie 15, 1974 | The Mike Douglas Show                   | "Episodul: octombrie 15, 1974"          | Rolul său                   |
| 3 mai 1976         | Dinah!                                  | "Episodul: 3 mai 1976"                  | Rolul său                   |
| 17 septembrie 1976 | Dinah!                                  | "Episodul: 17 septembrie 1976"          | Rolul său                   |
| decembrie 10, 1976 | The Tonight Show Starring Johnny Carson | "Episodul: decembrie 10, 1976"          | Rolul său                   |
| 10 aprilie 1978    | America 2-Night                         | "60 Seconds of Fame"                    | Rolul său                   |

### 1981–1990
| Data               | Titlu                                   | Episod                                             | Rol                  |
| ------------------ | --------------------------------------- | -------------------------------------------------- | -------------------- |
| decembrie 15, 1981 | The Tonight Show Starring Johnny Carson | "Episodul: decembrie 15, 1981"                     | Rolul său            |
| decembrie 13, 1983 | Chiefs                                  | (mini-series)                                      | Hugh Holmes          |
| octombrie 17, 1984 | Nairobi Affair                          | (Film TV)                                          | Lee Cahill           |
| 12 ianuarie 1985   | Aspel & Company                         | "Episodul #2.1"                                    | Rolul său            |
| octombrie 9, 1985  | Dynasty                                 | "The Californians"                                 | Jason Colby          |
| octombrie 16, 1985 | Dynasty                                 | "The Man"                                          | Jason Colby          |
| 13 noiembrie 1985  | Dynasty                                 | "The Titans"                                       | Jason Colby          |
| 20 noiembrie 1985  | The Colbys                              | (Series regular — 48 Episoduls)                    | Jason Colby          |
| decembrie 4, 1985  | The Tonight Show Starring Johnny Carson | "Episodul: decembrie 4, 1985"                      | Rolul său            |
| 3 aprilie 1986     | Good Morning America                    | "Episodul: 3 aprilie 1986"                         | Rolul său            |
| 9 noiembrie 1986   | The Wonderful World of Disney           | "Walt Disney World's 15th Anniversary Celebration" | Rolul său            |
| martie 28, 1987    | Saturday Night Live                     | "Charlton Heston / Wynton Marsalis"                | Gazdă                |
| octombrie 1, 1987  | Proud Men                               | (Film TV)                                          | Charley Mac Leod Sr. |
| octombrie 10, 1987 | The Dame Edna Experience                | "Episodul #1.5"                                    | Rolul său            |
| decembrie 25, 1987 | The Two Ronnies                         | "1987 Christmas Special"                           | Actor                |
| decembrie 25, 1987 | Christmas Night with the Two Ronnies    | (Special)                                          | Various Roles        |
| decembrie 21, 1988 | Un om pentru eternitate                 | (Film TV)                                          | Sir Thomas More      |
| februarie 20, 1989 | Original Sin                            | (Film TV)                                          | Louis Mancini        |
| 22 ianuarie 1990   | Treasure Island                         | (Film TV)                                          | Long John Silver     |
| 17 august 1990     | The Little Kidnappers                   | (Film TV)                                          | James MacKenzie      |

### 1991–2003
| Data               | Titlu                                    | Episod                                           | Rol                            |
| ------------------ | ---------------------------------------- | ------------------------------------------------ | ------------------------------ |
| februarie 20, 1991 | The Man Who Saw Tomorrow (1991 remake)   | (documentary)                                    | Narrator                       |
| 4 noiembrie 1991   | The Crucifer of Blood                    | (Film TV)                                        | Sherlock Holmes                |
| 1991               | Cults: Saying No Under Pressure          | (documentary)                                    | Narator                        |
| februarie 24, 1992 | Crash Landing: The Rescue of Flight 232  | (Film TV)                                        | Captain Al Haynes              |
| decembrie 1, 1992  | Noel                                     | (Film TV)                                        | Narator (voce)                 |
| 10 noiembrie 1993  | The Mystery of the Sphinx                | "Charlton Heston /John Anthony West"             | Gazdă                          |
| decembrie 4, 1993  | Saturday Night Live                      | "Charlton Heston /Paul Westerberg"               | Gazdă                          |
| 13 aprilie 1994    | This Is Your Life                        | "Charlton Heston"                                | Rolul său                      |
| 1 mai 1994         | SeaQuest DSV                             | "Abalon"                                         | Abalon                         |
| decembrie 26, 1994 | The Great Battles of the Civil War       | (documentary)                                    | Abraham Lincoln (voce)         |
| 22 ianuarie 1995   | The Avenging Angel                       | (Film TV)                                        | Brigham Young                  |
| 16 aprilie 1995    | Texas                                    | (TV mini-series)                                 | Narator                        |
| 17 noiembrie 1995  | Clive Anderson Talks Back                | "Episodul #10.8"                                 | Rolul său                      |
| decembrie 2, 1995  | Corazón, corazón                         | "Episodul: decembrie 2, 1995"                    | Rolul său                      |
| 22 ianuarie 1996   | Àngels de nit                            | "Episodul #1.2"                                  | Rolul său                      |
| februarie 25, 1996 | The Mysterious Origins of Man            | Controversial documentary                        | Host                           |
| februarie 25, 1996 | Ruby Wax Meets...                        | "Goldie Hawn"                                    | Rolul său                      |
| decembrie 2, 1996  | Corazón, corazón                         | "Episodul: decembrie 2, 1996"                    | Rolul său                      |
| 17 ianuarie 1997   | Dennis Miller Live                       | "Gun Control"                                    | Rolul său                      |
| martie 17, 1997    | Biography                                | "Sophia Loren: Actress Italian Style"            | Rolul său                      |
| 4 iunie 1997       | The Rosie O'Donnell Show                 | "Episodul:4 iunie 1997"                          | Rolul său                      |
| decembrie 5, 1997  | Space GGazdă Coast to Coast              | "Dam"                                            | Rolul său                      |
| 1 ianuarie 1998    | Private Screenings                       | "Charlton Heston"                                | Rolul său                      |
| februarie 5, 1998  | Friends                                  | "The One with Joey's Dirty Day"                  | Rolul său                      |
| martie 15, 1998    | Biography                                | "John Wayne: American Legend"                    | Rolul său                      |
| 13 iulie 1998      | Sword to Secrecy: Secrets of War         | (documentary)                                    | Narator                        |
| 13 august 1998     | Biography                                | "Rex Harrison: The Man Who Would Be King"        | Rolul său                      |
| octombrie 8, 1998  | Late Night with Conan O'Brien            | "Episodul: octombrie 8, 1998"                    | Rolul său                      |
| octombrie 8, 1998  | Biography                                | "Roddy McDowell: Hollywood's Best Friend"        | Rolul său                      |
| 8 mai 1999         | The Howard Stern Radio Show              | "Episodul: 8 mai 1999"                           | Rolul său                      |
| 1 septembrie 1999  | Bagpipe: Instrument of War – Parts 1 & 2 | (documentary)                                    | Narator                        |
| decembrie 4, 1999  | Camino de Santiago                       | (TV mini-series)                                 | Profesor Marcelo Rinaldi       |
| 3 septembrie 2000  | The Outer Limits                         | "Final Appeal"                                   | Chief Justice Haden Wainwright |
| decembrie 14, 2000 | Cursed                                   | "...And Then Larry Brought Charlton Heston Home" | Rolul său                      |
| 1 ianuarie 2001    | Intimate Portrait                        | "Shirley Jones"                                  | Rolul său                      |
| 18 august 2001     | Biography                                | "Jennifer Jones: Portrait of a Lady"             | Rolul său                      |
| 24 noiembrie 2001  | Mad TV                                   | (comedy)                                         | Rolul său                      |
| 1 ianuarie 2002    | Film Genre                               | "Epic"                                           | Rolul său                      |
| decembrie 20, 2002 | 20/20                                    | "Episodul: decembrie 20, 2002"                   | Rolul său                      |
| februarie 15, 2003 | Ben Hur                                  | (animated)                                       | Ben-Hur (voce)                 |

## Documentare
Charlton Heston a apărut în filmul documentar The Fantasy Film Worlds of George Pal  din 1985.